# Tríade
Em musicologia e teoria musical, a tríade, também chamado de acorde musical básico, é um conjunto harmônico formado por três notas musicais distintas de uma escala musical ou tonalidade; contendo um espaço de um intervalo de terça entra cada nota (podendo ser maior ou menor). Onde cada nota do acorde, é chamada respectivamente de tônica (I grau), mediante (III grau) e, dominante (V grau), tendo a estrutura:
Tônica (I) - terça (M ou m) - Mediante (III) - terça (M ou m) - Dominante (V)
À harmonia musical baseada em tríades dá-se o nome de Trifonia, sendo também comumente chamada de Harmonia Triádica ou Harmonia Trifônica.

## Tipos
Existem seis tipos de Tríades:
- Tríade Maior tem a estrutura: Tônica (I) - terça M (2T) - Mediante (III) - terça m (1T+1st) - Dominante (V); exemplo: acorde de Dó maior baseado na escala de Dó M temos Dó (I) + Mi (III) + Sol (V);
- tríade menor tem a estrutura: Tônica (I) - terça m (1T+1st) - Mediante (III) - terça M (2T) - Dominante (V); exemplo: acorde de Dó menor baseado na escala de Dó m temos Dó (I) + Mib (III) + Sol (V);
- Tríade Aumentada tem a estrutura: Tônica (I) - terça M (2T) - Mediante (III) - terça M (2T) - Dominante (V aumentada); exemplo: acorde de Dó A baseado na escala de Dó M temos Dó (I) + Mi (III) + Sol# (V);
- Tríade Diminuta tem a estrutura: Tônica (I) - terça m (1T+1st) - Mediante (III) - terça m (1T+1st) - Dominante (V diminuta); exemplo: acorde de Dó d baseado na escala de Dó M temos Dó (I) + Mib (III) + Solb (V);
- Tríade Sus 4, e;
- Tríade Sus 2.

### Outros tipos de acordes
Além das tríades existem muitos outros tipos de acordes, como:
- Díade ou intervalo musical
- Tétrade
- Apoio
- Acorde Fechado
- Acorde Aberto
- Acorde Aberto em Quintas
- Bicorde
- Cluster
- Acorde Quartal

Basicamente a diferença entre cada tipo de acorde está na quantidade de notas e na distância entre os intervalos caracterizando sonoridades diferentes entre eles.

## Características
Para se caracterizar como tríade, as três notas podem estar em qualquer ordem de frequência, no entanto, após definida a ordem, devem estar o mais próximo possível umas das outras. As Tríades podem ser executadas nas regiões médias e agudas dos instrumentos, sendo que nas regiões graves não soam apropriadamente.
As tríades sempre se caracterizam pela junção de duas terças, no caso da tríade menor, uma terça menor e uma maior, formando um intervalo de terça menor e um intervalo de quinta justa em relação à fundamental, ou tônica. Por exemplo: No caso de uma tríade de Dó menor, a fundamental ou tônica é a nota dó. Colocando-se um intervalo de terça menor, temos a nota mi bemol, e somando a essa terça menor uma terça maior, temos a nota Sol.
Assim, temos as notas DO, Mi bemol e Sol, que são respectivamente a fundamental, a terça menor e quinta justa.